# جزيرة كوبوران تشينا
جزيرة كوبوران تشينا وهي جزيرة من جزر إندونيسيا، وتقع في إقليم جاكارتا، في بولاو سيريبو ضمن شمال الجزر الألف.